# Indian clubs
 Der er for få eller ingen kildehenvisninger i denne artikel, hvilket er et problem. Du kan hjælpe ved at angive troværdige kilder til de påstande, som fremføres i artiklen.

Indian clubs (dansk: Indiske køller) er i dag et redskab der bruges i rytmisk gymnastik, og som tidligere også har været brugt i redskabsgymnastik. De blev opfundet i den form vi kender dem i dag omkring år 1600. Ved mødet mellem de europæiske landes militær og militæret i de lande der udgjorde Persien. Sammensmeltningen mellem den victorianske gymnastik og militære fysiske træning og østens store trækøller blev til træningsredskabet Indian clubs som senere blev til de køller som bruges i den moderne rytmiske gymnastik i Europa. 

## Historie
Fra 1600 tallet og til 1700 tallet formodes Indian clubs at være forbeholdt militæret og særligt søværnet da træningen er oplagt at bruge på skibets dæk i samspil med krops vægts øvelser.
Fra 1800 og frem efter bliver Europas finere borgerskab og idræts stjerner introduceret for træningen. Efterfølgende implementere man Indian clubs i både folkeskoler og idræts foreninger af alle slags over hele Europa og Amerika. Der skrives et utal af bøger om emnet og hele den folkelige udbredelse kulminerer ved deltagelsen i sommer-OL 1932. Sportsgrene der har særligt stort udbytte fra træningen er: Håndbold, Tennis, Badminton, Svømning, Fægtning og golf.
Fra 30'erne og frem efter forsvinder Indian Clubs som trænings form, udkonkurreret af fitness maskiner og ændrede skønhedsidealer. Gymnastikken ændrer form og udtryk i retning af opvisning med musik og dans som grundpiller til det vi i dag kender som den rytmiske gymnastik.
Indian Clubs går dog aldrig helt i glemmebogen og i det små lever træningen videre overleveret fra generation til generation.
Fra slut halvfemserne og især efter årtusindskiftet blomstrer indian Clubs træningen op igen Bl.a. hos engelske universitetsstuderende. Det bliver starten på en ny æra indenfor fysisk træning.
Der bliver arbejdet for genintroduktion og udbredelse i flere lande og der findes nu officielle steder at henvende sig i følgende lande: USA, Storbritannien, Portugal, Tyskland, Frankrig, Danmark, Finland, Holland, Rusland[kilde mangler].

## Indian Clubs træning
Indian Clubs svinges i cirkulære mønstre i alle retninger i forhold til kroppen. Systemet bygges om omkring strakt arms cirkler og håndleds cirkler. Disse bruges så i enten fulde cirkler eller som brudstykker af fulde cirkler. Som brugeren opnår erfaring bruges kombinationer af strakt arms cirkler og håndleds cirkler. Alle cirkler kan udføres i begge retninger. Der kan vælges mellem at bruge en clubs af gangen som muliggør håndskifte og er langt mere simpelt at lære i forhold til to Clubs sving. 
Med to clubber udfordres både krop og hjerne i højere grad, da brugeren nu kan vælge hvad de to clubs skal gøre i forhold til hinanden. Svinge i samme retning på samme tid eller efterfølgende, typisk forskudt 180 grader. modsat retning på samme tid eller forskudt. Det er også muligt at lade hver club lave forskellige mønstre på samme tid. Mulighederne er tæt på uendelige og kan tilpasses alle mennesker uanset fysiske form. Fra barn til pensionist, fra skadet til professionel atlet.